# Red Sky (Status Quo)
Red Sky è un brano inciso dalla rock band inglese Status Quo, pubblicato come singolo nel luglio del 1986.

## La canzone
Anche questo secondo singolo estratto dall'album In the Army Now è composto per il longevo gruppo inglese dall'amico bassista della Dave Edmunds' Band, John David.
Contraddistinto da energici riff di chitarra, ritmica ben sostenuta e potenti cadenze della batteria, il brano viene pubblicato in due differenti formati e si posiziona al n. 19 delle classifiche inglesi.

## Tracce
1. Red Sky - 4:13 - (J. David)
2. Don't Give It Up - 4:18 - (Lightman/Edwards/Rossi/Parfitt)
3. The Milton Keynes Medley (featuring: Mystery Song / Railroad / Most of the Time / Wild Side of Life / Slow Train) - 8:13 - (Parfitt; Young / Rossi; Young / Rossi; Young / Warren; Carter / Rossi; Young)

## Formazione
- Francis Rossi (chitarra solista, voce)
- Rick Parfitt (chitarra ritmica, voce)
- Andy Bown (tastiere, chitarra, armonica a bocca, cori)
- John 'Rhino' Edwards (basso, voce)
- Jeff Rich (percussioni)

## British singles chart
| Posizione | 38 | 21 | 19 | 19 | 27 | 37 | 46 | 63 | uscito |